# Bouyouye
Bouyouye est un village du Sénégal situé en Basse-Casamance. Il fait partie de la communauté rurale de Diembéring, dans l'arrondissement de Cabrousse, le département d'Oussouye et la région de Ziguinchor.
Lors du dernier recensement (2002), le village comptait 316 habitants et 44 ménages.